# Japanese Rail Sim
A Japanese Rail Sim vagy ahogy Japánban ismert Tecudó Nippon! Roszen tabi Series (鉄道にっぽん! 路線たびシリーズ; Hepburn: Tetsudō Nippon! Rosen Tabi Shirīzu, ’Japán vasutak: Útvonal minden alkalomra’; rövidítve: Tecutabi) vasútszimulátor, melyet a Sonic Powered fejleszt és jelentet meg.

## Játékmenet
A sorozat tagjai vasútszimulátorok, így legfőbb céljuk, hogy az adott pályaszakasz sebességkorlátozásait és egyéb szabályait betartsák a játékosok, miközben a menetrend szerint a lehető legpontosabban érkezzenek meg az állomásokra. Minél pontosabb a játékos, annál több pontot szerez, amivel az adott vasútvonalhoz közeli, illetve az egész prefektúra turistalátványosságokról nyithat meg különböző információkat. A Nintendo 3DS kézikonzol alsó képernyőjén kezelhetőek a motorvonat vezérlőeszközei, míg a felső kijelzőjén egy a motorvonatkezelő szemszögéből játszódó full motion video látható.
A sorozat legtöbb tagja három fő játékmódra van felosztva: a pályaszakasz (Section Mode), a teljes vasútvonal (Full Line Mode) és a szabad mód (Free Mode). A pályaszakasz módot a vasútszimulátorokkal ismerkedő játékosoknak lett kialakítva, melyben két megállóhely közötti távot kell megtenni, a pontozás az érkezési idő és pozíció alapján történik. A teljes vasútvonal módban a játékosnak az egész vonalon végig kell haladnia, összesített értékelést csak az utolsó állomáson kap. A szabad módban a játékosok minden szabálytól, időkorláttól és pontozástól mentesen vezethetik végig az egész vasútvonalat. A sorozat bizonyos részeiben, ha a játékos a pályaszakasz mód minden egyes állomásán vagy a teljes vasútvonal módban a legjobb értékelést kapja, akkor megnyílik az éjszakai mód is. Ez egyes játékokban nehezített, mivel csúcsforgalmi időben zajlik.

## Játékok

### Nagaragawa Railway-hen
A sorozat első játéka, a Tecudó Nippon! Roszen tabi: Nagaragawa Railway-hen (鉄道にっぽん!路線たび 長良川鉄道編), melynek dobozos változata 2013. szeptember 26-án, míg a Nintendo eShopról letölthető verziója 2016. január 14-én jelent meg Japánban. A játék Észak-Amerikába Japanese Rail Sim 3D: Journey in Suburbs címmel jelent meg, négy epizódra felosztva, 2015. június 11-e és 2016. március 25-e között, kizárólag letölthető formában.
A játék a Nagaragawa Railway által üzemeltetett Ecumi-Nan-vonal Mino-Óta és Hokunó megállói közötti 72,1 kilométeres szakaszát dolgozza fel, melyen Nagara 300-as típusú szerelvényekkel lehet közlekedni.

### Kashima Rinkai Railway-hen
A sorozat második játéka, a Tecudó Nippon! Roszen tabi: Kashima Rinkai Railway-hen (鉄道にっぽん!路線たび 鹿島臨海鉄道編), melynek dobozos változata 2014. augusztus 21-én, míg a Nintendo eShopról letölthető verziója 2016. január 14-én jelent meg Japánban.
A játék a Kashima Rinkai Railway által üzemeltetett Óarai Kasima-vonal Mito és Kashima Soccer Stadium megállói közötti, illetve a Kasima-vonal Kashima Soccer Stadium és Kasimadzsingú megállói közötti 56,2 kilométeres szakaszát dolgozza fel, melyeken Kashima Rinkai 6000-es típusú szerelvényekkel lehet közlekedni.

### Eizan Densha-hen
A sorozat harmadik játéka, a Tecudó Nippon! Roszen tabi: Eizan Densha-hen (鉄道にっぽん!路線たび 叡山電車編), melynek dobozos változata 2014. október 24-én, míg a Nintendo eShopról letölthető verziója 2016. január 14-én jelent meg Japánban. A játék Észak-Amerikában és a PAL területeken Japanese Rail Sim 3D: Journey to Kyoto címmel jelent meg 2015. augusztus 5-én és 2015. december 24-én, kizárólag letölthető formában.
A játék az Eizan Electric Railway Eizahonsen által üzemeltetett Eizan-fővonal Demacsijanagi és Takaragaike megállói közötti, illetve az Eizan Electric Railway Kuramansen által üzemeltetett Kurama-vonal Takaragaike és Kurama megállói közötti 12,6 kilométeres szakaszát dolgozza fel, melyeken Eizan Electric Railway 900-as típusú szerelvényekkel lehet közlekedni.
Az Eizan Densha-hen a sorozat első játéka, melyben éjszaka is lehet közlekedni.
A játék 2019. november 28-án Japánban, illetve 2020. első negyedévében nyugaton Nintendo Switch kézikonzolra, majd Japánban 2020. december 10-én PlayStation 4 otthoni konzolra is megjelent. A Switch- és a PlayStation 4-verzióban az Eizan Electric Railway 732-es („Hiei”) típusú szerelvénnyel is lehet közlekedni.

### Ohmi Railway-hen
A sorozat negyedik játéka, a Tecudó Nippon! Roszen tabi: Ohmi Railway-hen (鉄道にっぽん!路線たび 近江鉄道編), melynek dobozos változata 2015. május 21-én, míg a Nintendo eShopról letölthető verziója 2016. szeptember 1-én jelent meg Japánban. A játék Észak-Amerikában és a PAL területeken Japanese Rail Sim 3D: 5 Types of Trains címmel jelent meg 2018. november 22-én, kizárólag letölthető formában.
A játék az Ohmi Railway által üzemeltetett Ohmi Railway-fővonal Kibukava és Maibara megállói közötti 47,7 kilométeres szakaszát dolgozza fel, melyen Ohmi Railway 100-as, Ohmi Railway 220-as, Ohmi Railway 700-as, Ohmi Railway 800-as és Ohmi Railway 900-as típusú szerelvényekkel lehet közlekedni.

### Yui Rail-hen
A sorozat ötödik játéka, a Tecudó Nippon! Roszen tabi: Yui Rail-hen (鉄道にっぽん!路線たび ゆいレール編), melynek dobozos változata 2015. augusztus 27-én, míg a Nintendo eShopról letölthető verziója 2016. október 14-én jelent meg Japánban. A játék Észak-Amerikába és a PAL területeken Japanese Rail Sim 3D: Monorail Trip to Okinawa címmel jelent meg 2016. augusztus 25-én és 2016. december 22-én, kizárólag letölthető formában.
A játék az okinavai egysínű vasút (más néven Yui Rail) Naha Kúkó és Suri megállói közötti 12,9 kilométeres szakaszát dolgozza fel, melyen Yui Rail 1000-es típusú szerelvényekkel lehet közlekedni. Ebben a részben is lehet éjszaka közlekedni.

### Jōmō Electric Railway-hen
A sorozat hatodik játéka, a Tecudó Nippon! Roszen tabi: Jōmō Electric Railway-hen (鉄道にっぽん!路線たび 上毛電気鉄道編), melynek dobozos változata 2015. november 5-én, míg a Nintendo eShopról letölthető verziója 2016. október 14-én jelent meg Japánban.
A játék a Jōmō Electric Railway által üzemeltetett Jōmō-vonal Csúó-Maebasi és Nisi-Kirjú megállója közötti 50,4 kilométeres szakaszát dolgozza fel, melyen Jōmō Electric Railway 700-as és Jōmō Electric Railway DEHA 100-as típusú szerelvényekkel lehet közlekedni. Ebben a részben egy DEHA Collection (デハコレクション) nevű játékmód is szerepel, melyben a DEHA 100-as típusú szerelvényekkel kapcsolatos információkat kell összegyűjteni.

### Kikansa Thomas-hen Ōigawa Railwayvo hasiró!
A sorozat hetedik játéka, a Tecudó Nippon! Roszen tabi: Kikansa Thomas-hen Ōigawa tecudó vo hasiró! (鉄道にっぽん!路線たび きかんしゃトーマス編 大井川鐵道を走ろう！), melynek dobozos és a Nintendo eShopról letölthető verziója is 2016. július 28-án jelent meg Japánban. A játék Észak-Amerikába és a PAL területeken Japanese Rail Sim 3D: Travel of Steam címmel jelent meg 2017. december 7-én, kizárólag letölthető formában.
A játék az Ōigawa Railway által üzemeltetett Ōigawa-fővonal Kanaja és Szenzu megállói közötti 39,5 kilométeres szakaszát dolgozza fel, melyen C11 190-es típusú gőzmozdonnyal lehet közlekedni. A játék Thomas de aszobu (トーマスであそぶ, ’Játszunk Thomassal!’) nevű módjában a Thomas, a gőzmozdony sorozat azonos nevű gőzösét is lehet különböző minijátékokban irányítani.

### Aizu Railway-hen
A sorozat nyolcadik játéka, a Tecudó Nippon! Roszen tabi: Aizu Railway-hen (鉄道にっぽん!路線たび 会津鉄道編), melynek dobozos és a Nintendo eShopról letölthető változata is 2016. november 24-én jelent meg Japánban.
A játék az Aizu Railway által üzemeltetett Aizu-vonal Nisi-Vakamacu és Aizukógen-Ozegucsi megállói közötti 57,4 kilométeres szakaszát dolgozza fel, melyen Aizu Railway AT–700-as (Aizu Mount Express) és Aizu Railway AT–100-as (Aizu Romantic) típusú szerelvényekkel lehet közlekedni.